# نوريتاكا فوجيساوا
نوريتاكا فوجيساوا (باليابانية: 藤澤 典隆) (23 أغسطس 1988 في كوانا في اليابان – )؛ هو لاعب كرة قدم ياباني سابق كان يلعب كلاعب وسط.

## وصلات خارجية
- نوريتاكا فوجيساوا على موقع رابطة كرة القدم اليابانية للمحترفين (اليابانية)
- نوريتاكا فوجيساوا على موقع قاعدة بيانات كرة القدم.إي يو (الإنجليزية)
- نوريتاكا فوجيساوا على موقع Soccerway.com (الإنجليزية)
- نوريتاكا فوجيساوا على موقع عالم كرة القدم.نت (الإنجليزية)